# 廖正豪
廖正豪（1946年3月30日—2022年1月31日），中華民國政治人物及法學家，嘉義縣六腳鄉潭墘村人。畢業於國立臺灣大學法律學系，曾任臺灣省政府官員、行政院副秘書長、中華民國法務部部長。胞兄是廖正雄，曾任六腳鄉長、嘉義縣議員。

## 生平
1965年進入國立台灣大學法律系，學生時期就通過司法官高考、留學日本考試、律師高考，畢業後即投入律師生涯。主持律師事務所期間也在各大專院校兼課，並順利取得台大法學碩士、博士學位。1979年答應台灣省政府地政處處長余茂阱邀約，出任省政府地政處主任秘書一職，從此踏上二十年的公職生涯。
1981年7月通過國甲等特考法制組人員考試，獲行政院法規委員會主委胡開誠邀請擔任參事。其後又獲台灣省政府主席邱創煥邀約擔任台灣省政府顧問兼主席辦公室主任。1988年解嚴之後，出任行政院新聞局副局長，開始投入與美國展開智慧財產權談判，最後成功地將台灣從301條款的制裁名單上移去。1993年2月接任行政院副秘書長，後由連戰接任行政院院長。
1995年2月25日以第一位台籍、非情治系統出身的法律人身份，擔任法務部調查局局長，任內接連破獲「周人蔘電玩弊案」、「中正機場二期航站相關工程弊案」、「新偕中建設及其關係企業違法超貸案」、「國際票券公司營業員盜取百億資金案」等案，也奠定了他日後執行掃除黑金工作的基礎。1996年6月自馬英九接下法務部部長，旋即開始執行掃除黑金工作，並積極推動組織犯罪條例之立法，配合洗錢防制法、毒品危害防制條例、犯罪被害人保護法、證人保護法等的制訂，以及刑法、刑事訴訟法之修正為綱本，並以法務部主導，結合「檢、調、憲、警」的力量。1997年蕭萬長接任行政院長，後在政策無法得到行政院支持下，落淚辭去法務部長一職。於2000年中華民國總統選舉中出任無黨籍正副總統候選人宋楚瑜、張昭雄競選總部主任委員，後來國民黨、親民黨推薦他參選台北縣縣長一職，但他也從未再次投入官職。
2022年1月31日除夕夜，廖正豪於振興醫院病逝，享壽76歲。
2022年2月22日，於台北市第二殯儀館舉行告別式，並獲頒褒揚令，褒揚令全文為：

法務部前部長廖正豪，嚴介耿亮，雋秀高朗。少歲卒業國立臺灣大學法律系，繼獲法律研究所碩、博士學位，潛脩持恆，礱砥專攻。歷任行政院新聞局副局長、行政院副秘書長暨政務委員等職，參預智慧財產權談判，研擬解除戒嚴事宜；悉力釐弊興利籌謀，落實行政革新規劃，剴直克己，卓勵清操。復出任法務部調查局局長，迭破國內重大刑案，用維社會安全福祉，篤勤忠恪，承命匡時。尤於接掌法務部期間，訂定諸項刑事律法，宣弘國民法治教育；構建行政執行制度，增設法醫鑑識措施；厲行治平掃黑要責，厚植矯正技能培訓；鏈結司法保護三區，張拓更生輔導網絡，盡瘁殫精，明若觀火；應權通變，屢貢淵謨。嗣賦歸投身志工服務德舉，積極關懷弱勢中輟生，防杜青少年誤入歧途；開展兩岸多元交流，協策共同打擊犯罪，執心不遷，自出胸臆。綜其生平，主法政以成遠猷茂績，臨公益則為淑世惠民，嘉厥鴻聲，令聞廣譽；功緒遐軌，卷帙芳傳。遽聞溘然捐館，悼惜彌殷，應予明令褒揚，昭示政府崇禮材彥之至意。

總　　　統　蔡英文　　　　

行政院院長　蘇貞昌　　　　